# سائبة البتلات

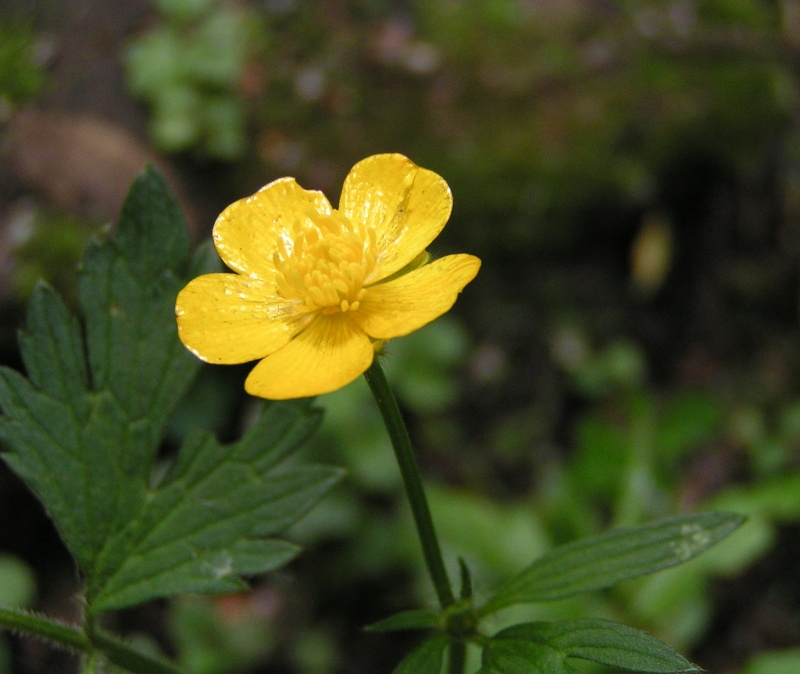
الحوذان من النباتات سائبة البتلات

سائبة البتلات (Polypetalae) هي مجموعة صورية (المظهر) تُستخدم لتمييز النباتات. وهي ليست مجموعة تصنيفية، ويتم استخدامها لأغراض التمييز القائمة فقط على خصائص النباتات المتشابهة. وتُعرّف «سائبة البتلات» على أنها تتضمن النباتات ذات البتلات المنفصلة عن القاعدة أو المتصلة قليلاً فقط.

## وصلات خارجية
- للاطلاع على ملخص مصور لمجموعة النباتات سائبة البتلات، انظر botanic gardens information
- John Shaffner's key (1911)in the Ohio Naturalist